# Malbolge
Malbolge – ezoteryczny język programowania.
Jest to prawdopodobnie najtrudniejszy istniejący język programowania. Istniejące w nim instrukcje do wykonania nie są zapisywane wprost. Powstają one dopiero po odpowiednim przekształceniu źródła poprzez wykonanie odpowiednich operacji arytmetyczno-logicznych na kodach ASCII znaków z tego źródła, gdzie istnieją również zależności od pozycji, na której umieszczono znak. Najbardziej złożonym programem napisanym w tym języku jest Interpreter Lispa.
Nazwa języka pochodzi od nazwy 8. kręgu piekła z "Boskiej komedii" Dantego, w obecnych wersjach jako Malebolge, w oryginale Dantego natomiast Malbolge.
W trakcie rozwijania swojego pomysłu autor stworzył właściwie dwa języki, jeden z nich to obecny Malbolge, drugim jest nieco łatwiejszy język programowania Dis, którego nazwa pochodzi od miasta w szóstym kręgu piekła w "Boskiej komedii".

## Hello World
Ponieważ Malbolge jest językiem zbyt trudnym dla człowieka, do napisania tego prostego programu wykorzystano algorytm genetyczny.
```
 (=<`:9876Z4321UT.-Q+*)M'&%$H"!~}|Bzy?=|{z]KwZY44Eq0/{mlk**
 hKs_dG5[m_BA{?-Y;;Vb'rR5431M}/.zHGwEDCBA@98\6543W10/.R,+O<
```